# Atriplex glauca
Atriplex glauca är en amarantväxtart som beskrevs av Carl von Linné. Atriplex glauca ingår i släktet fetmållor, och familjen amarantväxter. Utöver nominatformen finns också underarten A. g. embergeri.